# Neoplan Spaceliner
Neoplan N117 Spaceliner — туристический однопалубный автобус, который  существенно отличается своей компоновкой от других однопалубных автобусов. Главная особенность заключается в том, что кабина водителя отделена от салона и находится непосредственно под ним, как у двухэтажных автобусов. Но салона на первом этаже нет — это пространство занимают багажные отделения или бытовой отсек (у более высокой версии, которую иногда называют Loungeliner). Модель была впервые представлена в 1979 году, модернизированные версии выпускались вплоть до 2006 года.

## Общее описание модели
Автобус Neoplan Spaceliner используется для интернациональных перевозок, и считается 3-звездочным по классу комфорта. В длину автобус достигает ровно 12 метров, в высоту 3,6-4,0 метра и в ширину 2,5 метра. Дизайн передка автобуса меняется с обновлением конструкции — у первых машин 1990-х годов автобус имел небольшой бампер и одинарные фары, в выпуске обновления 2005 г. Spaceliner выглядит более современным и унифицированным дизайном с туристическими автобусами Neoplan. Передок разделен на три части: верхняя изогнутая, может скрывать стеклоочистители, если их туда переместить сверху; на средней размещаются по 5 фар с каждой стороны (три большие, одна пара маленькие и ещё пара противотуманные). Фары обработаны линзами и защищены стеклопластиковой панелью, что дает двойную защиту при ударе и лучшую обзорность и производительность светотехники. Низкая же часть передка — сварной бампер, что постепенно модифицировался: в новейших выпусках он большого размера и включает номер и противотуманные фары. Всего передок изогнутый дугой, бампер уходит вниз. Интересная деталь — «логотип» Neoplan размещен посередине передка из-за отсутствия места на том месте, где эмблема прикручивается у большинства автобусов этой марки — слева. Стеклоочистители размещены, как и автомобильные, но сверху лобового стекла, что придает автобусу более современный вид. Верхнее лобовое стекло изогнутое и тонированное, его очищает один стеклоочиститель большого размера, он установлен для пассажиров. По бокам автобуса размещены отсеки для багажа, боковины же обиты сталью и стеклопластиком, а ресурс кузова не менее 30-40 лет работы без ремонта. На автобусе размещены габаритные огни высотой мощности жёлтого или оражневого цвета.
Сзади автобуса размещен большой бампер (как и на передке), внутри расположены двигатель. Также на сзади на бампере помещаются габаритные огни, заднее стекло может быть закрыто или открыто или вообще залеплено металлом. Автобус имеет три выхлопные трубы (хотя такие коучи имеют 1-2). Также этот автобус может раскрашиваться под рекламу или в простые цвета в зависимости от заказа.
Автобус может иметь две или три оси (три оси имеет модификация N 117/3), шины дисковые, формула колес 4 × 2 или 6 × 2. Охладитель двигателя расположен на крыше над задней частью автобуса. Автобус двухэтажный. Дверь салона одностворчатая, открывается пневмоприводом дистанционно с панели управления, параллельно боковине автобуса. К местам ведут винтовые лестницы.
Места в автобусе сделаны с повышенным комфортом. Сиденья ортопедические, раздельного типа. Для каждого кресла есть подлокотник с регулировкой. На спинках кресел располагаются министолики типа vógel-sitze с дыркой для бутылки, а также пепельница и небольшой ящичек для содержания небольших вещей. Иногда в подлокотники крепятся пакеты для мусора. Пол автобуса коврового типа, ворсовый и мягкий. Наверху располагаются индивидуальные кондиционеры для каждого пассажира, которые действуют как принудительный обдув во время движения автобуса. В салоне есть два LCD телевизора типа VCD — способны воспроизводить видеозапись. Место водителя располагается на первом этаже, кресло водителя комфортабельное и удобное, сдвигается в высоту и глубину. Приборные панели почти не отличается от моделей туристических Neoplan, стрелочные приборы имеют дополнительные подсветки, также может устанавливаться GPS. В автобусе также есть кофеварка, холодильник, туалет; автобус может быть оборудован и другим оборудованием.
Достоинства и возможности модели Neoplan Spaceliner
- антипробуксовочная система ABS
- антиблокировочная система ASR
- устройство ограничения скорости ECAS
- GPS для нахождения пути
- система контроля автобуса
- дополнительное оборудование, как холодильник, туалет, кухонный комбайн, чайник
- возможность изменить внутренний дизайн, поменять кресла, место водителя
- улучшенная обзорность благодаря линзовым фарам
- улучшенная обзорность для пассажиров, поскольку места установлены на высоте 1,4 метра над землей
- повышенный комфорт перевозки, удобные кресла пассажиров и водителей, тонированные окна
- автобус может быть оборудован дополнительным оборудованием по желанию заказчика
- неприхотливость модели, долгий срок службы без ремонта, долговечность — не менее 30-40 лет работы, но с должным проходом техосмотра.

## Фотографии
- Neoplan N121/4 Spacelongliner
- Трёхосный N117/3 Spaceliner 1980-х гг.
- Трёхосный N117/3 Spaceliner 1982 г.
- Spaceliner 1990-х гг.
- Spaceliner с бытовым отсеком на первом этаже
- Вариант заменённой передней маски
- Вариант заменённой передней маски, 1997 г.в.
- Spaceliner для Японии
- Spaceliner для Японии
- Spaceliner для Японии с открытой крышей (переделка)
- Spaceliner для Японии с открытой крышей (переделка)